# Refugio Ingeniero Wiltgen
El refugio Ingeniero Wiltgen (en portugués: Refúgio Engenheiro Wiltgen) fue un refugio de verano de Brasil en la Antártida. Estaba situado en la isla Elefante, ubicada en el grupo denominado islas Piloto Pardo de las Shetland del Sur. Fue inaugurado en el verano de 1985 durante la OPERANTAR III. Dependía logística y administrativamente de la Estación Antártica Comandante Ferraz. Recibió su nombre en homenaje al ingeniero brasileño João Aristides Wiltgen, fundador del Instituto Brasileño de Estudios de la Antártida.
Fue la única construcción en la isla Elefante, excepto por un busto chileno ubicado en una playa. Fue desmantelado durante el verano de 1997/1998 debido a que su ubicación interfería con la anidación de las petreles gigantes. Las actividades de activación y la deshabilitación del refugio realizadas con un helicóptero, perturbaban a las aves perjudicando la postura de huevos y disminuyendo la cantidad de nidos cada verano. En 1989 fue reemplazado por el refugio Emilio Goeldi en otra ubicación de la isla.
El refugio del Programa Antártico Brasileño estaba situado sobre una meseta en el área de punta Stinker. Era una pequeña construcción que podía acomodar a 6 científicos durante 60 días, utilizada como laboratorio. Posteriormente fue ampliado con un segundo módulo que mejoró el confort y lo transformó en el mayor de los refugios antárticos brasileños.
Estaba construido con paneles tipo sándwichs, compuestos de compensado naval recubierto con fibra de vidrio en la parte interna y compensado naval tratado con resina a base de poliéster en el interior. Entre ambos compensados había lana de vidrio. El piso está formado por 3 piezas de 200 cm x 245 cm x 10 cm.